# Interfície cervell-ordinador
Les interfícies cervell-ordinador, en anglès brain-computer interfaces, abreujat BCI, constitueixen una tecnologia que es basa en l'adquisició d'ones cerebrals perquè després aquestes siguin processades i interpretades per una màquina o ordinador. Estableixen el camí per interaccionar amb l'exterior mitjançant el nostre pensament, ja que aquestes interfícies permeten transformar-los en accions reals en el nostre entorn. Encara no s'ha concretat la seua definició de manera que es discuteix si implants coclears es considerarien un exemple de tecnologia BCI.
Aquesta tecnologia ha atret a molts investigadors durant l'última dècada amb el motiu de desenvolupar una interfície cervell-ordinador eficient i fiable, la qual cosa ha suposat cada un dels diferents grups de recerca creés el seu propi "modus operandi" respecte a la tecnologia dels seus dispositius. Malgrat les diferències entre els diferents dispositius tots segueixen el mateix principi de funcionament bàsic: el mesurament de l'activitat cerebral mitjançant sensors, processament del senyal adquirit per obtenir les seves característiques d'interès i, finalment, interaccionar amb l'entorn de la forma desitjada per l'usuari.
Els principals avantatges d'aquesta tecnologia són d'una banda instaurar un canal natural d'interacció entre l'home i la màquina i, per altra, l'accés a tota la informació cognitiva i emocional humana.

## Història
L'origen de les tecnologies BCI va néixer amb el descobriment de la naturalesa elèctrica del cervell. El científic Richard Caton el 1875 va fer servir un galvanòmetre per observar els impulsos elèctrics a la superfície del cervell viu d'alguns animals.
Anys més tard, Hans Berger va donar continuïtat al treball de Caton i va aconseguir enregistrar l'activitat cerebral mitjançant l'electroencefalografia sent el 1924 el primer a enregistrar un EEG d'un cervell humà. Mitjançant anàlisi d'EEG, Berger va aconseguir classificar les diferents ones cerebrals, per això les ones Alfa (8–12 Hz) també es denominen ones Berger.
No va ser fins a l'any 1970 que es va iniciar la investigació dels primers dispositius BCI en la Universitat de Califòrnia, Los Angeles (UCLA) amb una beca de la Fundació Nacional de Ciència seguida per un contracte de DARPA.
El camp de recerca BCI s'ha centrat principalment en caps mèdics, com la implantació de pròtesis neuronals per poder recuperar l'audició, vista o mobilitat danyades en un individu. Les primeres pròtesis desenvolupades van ser el 1990.
En la primera dècada del segle xxi la investigació a més de finalitats mèdiques, es va centrar també en la indústria dels videojocs i es van introduir al mercat les primeres interfícies cervell ordinador no invasives.

## Mètodes d'adquisició

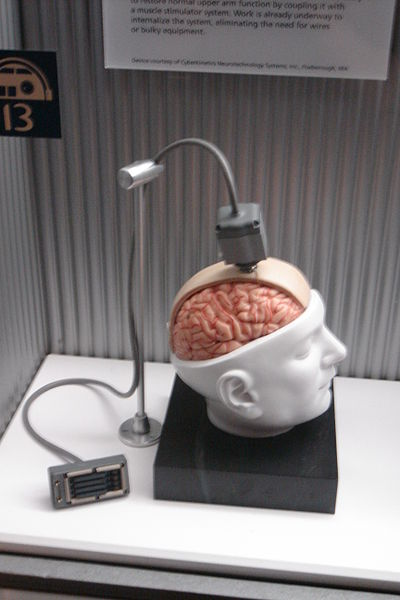
Dispositiu invasiu

Les interfícies cervell-ordinador mesuren l'activitat de les neurones per obtenir el senyal que després es processarà. Es diferencien dos tipus de dispositius segons el mètode d'obtenció del senyal:
- Dispositius invasius: La mesura es realitza directament des del cervell de l'usuari, al que necessàriament se li ha de realitzar una intervenció quirúrgica. El sensor pot penetrar el còrtex cerebral de manera que aquest mesuri l'activitat elèctrica de neurones individuals, o bé, es pot col·locar a la superfície del còrtex per mesurar l'activitat elèctrica de grups de neurones. El senyal obtingut és molt nítid a conseqüència de prendre les mesures directament des del cervell tot i que degut als riscos que suposa la intervenció i també a consideracions ètiques, la major part de les investigacions amb aplicacions en rehabilitació es realitzen amb animals.
- Dispositius no invasius: El sensor de col·loca de manera que no es realitza una intrusió sobre el cos humà. Són els dispositius més utilitzats en la tecnologia BCI i clarament amb menys riscos per a l'usuari que en els mètodes invasius pel fet que no cal realitzar cap intervenció quirúrgica. L'activitat elèctrica es mesura en la superfície del cuir cabellut (electroencefalografia, EEG). El senyal obtingut és la superposició de totes les neurones del cervell (no de neurones individuals o grups localitzats) aquest senyal no té una resolució tan bona com la dels dispositius invasius pel fet que el crani de l'usuari debilita i distorsiona els senyals generats per les neurones.

Tot i que la primera i més popular tècnica a causa de la seva simplicitat i cost sigui l'electroencefalografia (EEG), hi ha altres tècniques no invasives com la magnetoencefalografia MEG, la tomografia per emissió de positrons (PET), la imatge per ressonància magnètica funcional (fMRI) i la imatge òptica propera a l'infraroig (fNRI). Tot i que aquestes últimes són tècniques molt cares i requereixen una gran preparació tècnica.

## Model funcional genèric
En aquest apartat es descriu el principi de funcionament bàsic de les interfícies cervell ordinador segons es descriu en el bloc La Cofa. Es diferencien quatre blos principals:
- Adquisició del senyal. Bloc on s'adquireix el senyal, s'amplifica i es fa la conversió A /D. Normalment els sistemes BCI treballen a temps real, però opcionalment també s'inclou la possibilitat d'enregistrar el senyal obtingut per a un estudi posterior d'aquest.
- Processament del senyal. En aquest bloc s'extreuen les característiques d'interès del senyal digitalitzat perquè el dispositiu sobre el qual l'usuari està actuant sigui capaç d'interpretar les seves ordres. En aquest bloc es distingeixen 3 etapes:
  - Cancel·lació d'artefactes. Aquí s'eliminen els sorolls que provenen d'altres activitats bioelèctrics com els moviments musculars (aquestes activitats es denominen artefactes) que distorsionen el senyal. Alguns dispositius consideren d'utilitat els senyals dels artefactes i no inclouen aquesta etapa.
  - Obtenció de característiques. Es tradueix el senyal d'entrada en un vector de característiques en relació al fenomen neurològic associat al senyal.
  - Traducció de característiques(descodificació), on es transforma el vector de característiques a un senyal de control adequada pel dispositiu que es vol controlar.
- Aplicació. És el bloc en què es rep el senyal de control i realitza les accions corresponents al dispositiu a través del seu controlador.
- Configuració. Es permet a l'usuari definir els paràmetres del sistema.

El senyal obtingut és de naturalesa limitat, dona instruccions del tipus "si / no" o "mou a dalt / baix" adequades al dispositiu.

## Àmbit mèdic
Una de les àrees d'investigació més notable en la tecnologia BCI és la de generar aplicacions per a persones discapacitades. Aquestes tecnologies (basades en tècniques no invasives) permeten per exemple des de controlar el moviment d'una cadira de rodes o un robot fins a controlar diferents dispositius electrònics presents en qualsevol habitatge. D'altra banda, les tècniques invasives permeten la implantació de neuropròtesis amb les quals l'usuari pot realitzar per exemple el moviment d'un braç robot amb millor funcionament que en les tècniques no invasives.
També les tecnologies BCI permeten la rehabilitació de persones amb trastorns neurològics com l'epilèpsia, el trastorn per dèficit d'atenció o hiperactivitat o la comunicació amb persones amb paràlisi cerebral.

## Videojocs i oci
Un exemple senzill d'un dispositiu BCI en aquest àmbit és Mindball. Aquest dispositiu permet el moviment d'una pilota per un tauler i ho fa mitjançant la detecció de relaxació de l'usuari.
Una segona aplicació en aquest àmbit és el del moviment d'un avatar en un entorn virtual on els senyals cerebrals poden decidir si l'avatar avança o retrocedeix, gira cap a la dreta o cap a l'esquerra, entre altres ordres bàsiques com en el cas de Second Life.
Un altre tipus d'interfície, a més d'interpretar accions bàsiques, també es basen en l'estat emocional d'usuari sent capaços de reconèixer l'excitació, tensió, avorriment, meditació, frustració, immersió com és el cas de dispositiu Emotiv EPOC.